# ナムコ・ナンジャタウンのアトラクション
ナムコ・ナンジャタウンのアトラクションは、ナムコ・ナンジャタウン（現：ナンジャタウン）内に設置されているアトラクションの一覧。

## 要項
本項の記載は常設アトラクションのみとする。下記の他にも、漫画・アニメ作品などとコラボレーションした期間限定アトラクションが開かれる事がある。アトラクションの開設日は、運営側が発表した「グランドオープン日」を基準としている。
ナンジャコインは、ナンジャエントリー（入園券）など、パスポートを使用せずアトラクションを楽しみたい時に使用するコイン（1枚20ナンジャ＝200円）。但し一部アトラクションや、園内にある飲食店・売店ではナンジャコインの利用は出来ない。
2013年のリニューアル後には「ナンジャリンクカード」を販売している。一部のアトラクションにおいてプレイ記録を残し、再来園時に利用する事でその内容を継続させて遊ぶことができる。また「クラブ・ナンジャ」に会員登録することで、専用サイトでアトラクションの記録や写真が閲覧できたり、限定特典が受けられる。
ナンジャタウン園内の用語に合わせ、従業員をナンジャリアン、来園客をフェスタリアン、アトラクションの搬器部分（乗り物）をライド、各エリアを街区と表記する。アトラクション名先頭の●は占有街区内で遊ぶもの、▲は当該街区内の一般地区を利用しているもの（回遊型アトラクション）、★は複数の街区にまたがり、一般地区および占有エリア内で遊ぶもの（大規模回遊型アトラクション）、◇は無料のものである。年齢制限は特記のない場合、無料のものを除き小学生未満のフェスタリアンには中学生以上の同伴者が必要とする。

## 現在のアトラクション

### 園内全体
★ナンジャビザ
所要時間：無制限／無料（アプリダウンロード通信費のみ負担）
スマートフォン専用アプリと連動し、園内各所のスタンプを集めるデジタルスタンプラリー。
★SECRET SERVoICE（シークレットサーヴォイス）
所要時間：約40分／1,500円（現金のみ）
2017年4月14日よりオープンの女性向けアトラクション。フェスタリアンは「お嬢様」となり「執事」の声の案内で園内を散策しながら、事件を解決していく。なお散策終了時の査定（アンケート）により、今後の執事の給与（アトラクション料金）が変動する。

### ドッキンガム広場
▲幸せの青い鳥
所要時間：約40分／80ナンジャ
自分だけの青い鳥「ハピル」を育てていく育成タイプのアトラクション。ナンジャリンクカードを再来園時に利用する事でハピルが輪廻転生し、繰り返し育てられる。
園内リニューアル前は「幸せの青い鳥 〜輪廻転生編〜」としてマカロニ広場にあった。
▲もののけハンターズ
所要時間：約40分／80ナンジャ
モジャブ司令官のもと、ARモニターとリールの付いた「もののけロッド」を持って回遊し「未確認もののけ（UMM）」を探索・捕獲するアトラクション。最後はもののけの長「ぬまたま」と対決する。ナンジャリンクカードを再来時に利用する事でランクが上がり、新種のもののけが追加される。
2022年夏ごろから、運休が続いていたが、2024年1月16日のインフォメーションにて、終了が決定した。

●占者ストリート
所要時間：約5分／500円（現金のみ）
各地で有名な「新宿の母」「銀座の父」をはじめとする一流占い師が集結している場所。占い師の分身（映像）と星座やタロット占い、手相占いなどの対面占いを疑似体験できる。ここではパスポートとナンジャコインでの利用は出来ないが、パスポートを所持しているフェスタリアンは指定された1ブースのみ1回だけ無料で占いをしてもらうことが出来る。
園内リニューアル前は「占いパーク『占者ストリート』」としてマカロニ広場にあった。

### 福袋七丁目商店街
★ナンジャ探偵団
所要時間：1時間・3時間／600円・1,000円（現金のみ）
ナンジャ探偵団の一員となり、事件を解決していく。見習い団員編（600円）と正規団員編（1,000円）の2つのコースがある。
▲銭湯クイズどんぶらQ
所要時間：約10分／60ナンジャ
「福助湯」の町内クイズ大会に参加する設定で、カエルやタコなどの形をした動く回答席に乗り、クイズに答えていくアトラクション。身長130cm未満のフェスタリアンには中学生以上の同伴者が、4歳未満のフェスタリアンには16歳以上の同伴者が必要。
かつて「銭湯クイズどんぶらこ」から「熱唱！銭湯歌合戦」「ご当地すごろく じゃらんツアーズ」と後継されたが、2013年7月11日のリニューアル開園後、再度現在の形になった。
●ナジャヴの爆釣りスピリッツ
所要時間：約10分／60ナンジャ
巨大スクリーンに現れるモンスター魚を釣り上げるアトラクション。海のないナンジャタウンでも釣りが楽しめる様、海外で発達しているコンピューターについて学習･研究してきた「福袋遊戯研究所」所長「近･未来」（きん･みらい）が「爆釣りシステム」を開発したというバックストーリー。
●未来遊戯ガンガンナー
所要時間：約10分／80ナンジャ
2011年7月16日よりオープン。ライドに設置されたハンドルを回すと弾（ボール）が発射される銃を使用し、スクリーンに映し出される敵に当てて打ち倒す、シューティングゲームアトラクション。ガンガンナーは「近･未来」が開発した電子遊具の試作機で、本格生産する前に研究所の一般公開イベントである「福袋電子まつり」に出展し、福袋の住民に電子遊具を解放して体験してもらうというバックストーリー。身長110cm未満のフェスタリアンは利用不可。
●爆裂！蚊取り大作戦
所要時間：約10分／80ナンジャ
次々と人間を襲う殺人蚊「アマゾン蚊」が商店街に突如大量発生してしまい、秘密兵器『ニュー豚平・豚子号』という蚊遣豚をモチーフにしたライドに乗り込み、殺虫剤をモチーフにしたスプレー銃でアマゾン蚊を退治するアトラクション。アトラクション体験中に写真撮影が行われ、優秀成績者には退治中の様子が撮影された写真が入った新聞が贈呈され、「クラブ・ナンジャ」にて閲覧が出来る。身長110cm未満のフェスタリアンは利用不可。
「蚊取り大作戦 〜アマゾンの逆襲〜」からリニューアル開園後に現在の名称になる。ナムコ製のエレメカ「モスキートアタック」を元にしたアトラクションである。

### もののけ番外地
●ゾンビブレイカー
所要時間：約10分／60ナンジャ
「ゾンビブレイカー」となり、スクリーンに現れるゾンビを退治する。2017年3月より土日祝日のみ運営。
●地獄便所
所要時間：約5分／300円（現金のみ）
古びた個室トイレに入り、「袋小路小学校」で語りつかれてきた怪談話を実体験するアトラクション。個室は3つあり、それぞれ話の内容が異なる。
▲もののけ探険隊
所要時間：約40分／60ナンジャ
キャラクター「ナンチッチ」を救い出すために「河童大王」とのとんち勝負をするアトラクション。「もののけたま」の人形を持って街をめぐり、とんち妖怪たちと勝負をする。
●イマーシブシアター 音無回廊
所要時間：約20分／100ナンジャ（パスポート利用不可）
2019年12月7日より登場。ナンジャ怨霊フェス2019で登場したお化け屋敷「音無回廊 ～目隠し姫の呪い～」の没入型アトラクション。13歳未満は利用不可。土日祝日のみの運営。
平日は「音無回廊 ～激甘～」を開催。内容はナンジャ怨霊フェス2019で開催された激甘ver.と同一であり、60ナンジャ又はパスポートで利用可となっている。

## 過去に存在したアトラクション

### ナンジャコア
★ナンジャビザ
パーク内に隠された全部で88個のスタンプを押していくスタンプラリーアトラクション。
★スーパーナンジャビザ
ナンジャビザの上級版として登場。ナンジャビザのスタンプの他に20個のスタンプが追加され、計108個のスタンプを集めていく。スタンプの達成度により、称号や次回来園時のパスポート割引などの特典が付いた。
★ナンジャスタンプコレクション
所要時間：無制限／1,000円（現金のみ）
園内全ての街区を巡り、至る所に隠されているスタンプを探し集めていく街めぐり型アトラクション。途中にはミッションや分岐も用意されている。2011年8月6日より「スーパーナンジャビザ」の後継アトラクションとして登場した。ただし、スーパーナンジャビザにあったパスポート割引などの特典は廃止された。
★ガウストパニック 出撃！ガウストバズーカ
所要時間：約40分／80ナンジャ
バンダイの玩具「トレジャーガウスト」を原型としている。園内に潜む「ガウスト」を探知し、捕獲していくという街巡り型アトラクション。フェスタリアンはガウストを捕獲するために出撃をしていく。別売りの「ハンターズライセンスカード」を使うと今までの成績を残すことが出来る。高成績を残したハンターは超兵器『ガウストバズーカ』で出撃をし、キングガウストを倒すゲームに挑戦することとなる。2007年7月14日にオープンした後、機械の不備やシステム未調整などといったトラブルが相次ぎ、一時営業を停止。その後一週間後の7月21日に再オープンをした。
★ナジャヴの大冒険 〜波瀾万丈編〜
所要時間：約60分／80ナンジャ／提供：オリエントコーポレーション（Oricoカード）
「究極の秘宝」を目指して、ナジャヴとナジャミーと共に冒険の旅をするアトラクション。コースは赤・青・緑・黄色の全部で4つのコースがあり、それぞれランダムで決められる（黄色コースのみ小学生未満または初心者のフェスタリアン向けの内容で「もののけ番外地」と「一本橋渡り」のコースを省略）。各コーススタート時から60分経過すると強制的に終了する。別売りで磁気カード「ナンジャマネーカード」を購入すると、継続プレイを行うことができる。
●魔法体験！マジカル学園
所要時間：約10分／80ナンジャ
「マジカル学園」の魔法使いを体験するアトラクション。可動するライドに座って魔法の杖を使い、ドラゴン「ワルーガ」と対決する。小学生未満のフェスタリアンは16歳以上の同伴者が必要。
▲ナンジャラQ
街を巡ってその街に関するクイズに答えていくクイズラリー。正解数により特典が違う。また、全問正解すれば難問である「なんじゃら89」に挑戦できた。
◇ザ・ウォール
所要時間：約5分／100円（現金のみ）
昔懐かしい楽曲を聴くことが出来るアトラクション。曲目には『ひょっこりひょうたん島』や『ウルトラマンの歌』などがある。これらの音楽が視聴できるジュークボックスは世界最大で、ギネス世界記録に認定されている。観覧は無料だが、音楽選択には100円かかる。

### 福袋七丁目商店街／福袋餃子自慢商店街
●銭湯クイズ・どんぶらこ
カエルやアヒルなどの形をした動く回答席に乗り、昭和30～40年代の音楽、邦画、アニメなどの三択問題を早押しで答えていくクイズ。
●熱唱!銭湯歌合戦
「銭湯クイズ・どんぶらこ」をリニューアルしたアトラクション。2009年10月12日に営業を終了した。
●ご当地すごろく じゃらんツアーズ
「熱唱!銭湯歌合戦」のリニューアルで、ストーリーもその続編となっている。すごろくをしながらクイズやゲームに挑戦し、日本国内の観光名所を目指すバーチャルトラベルアトラクション。じゃらんとの共同開発。2013年1月14日をもって終了したが、後継アトラクションとして「銭湯クイズどんぶらＱ」にリニューアルされた。
●福袋縁日広場
縁日をモチーフにしたカーニバルゲーム。飲食スペース確保を理由に2007年1月14日に終了した。
●福招き大相撲大会
力士をモチーフにしたカートに乗り、ぶつかり合うアトラクション。
▲開運福猫神めぐり
商店街のあらゆる場所に設置されている七福猫を探し廻って、今日1日の運勢を占ってもらえるアトラクション。最後にはおみくじ結果が記載された用紙が貰える。2011年4月24日に終了。
▲のらねこ探偵団
福袋町内で発生した様々な事件を、探偵猫「ナジャヴ」と共に町内を歩きまわり解決する。年１回程度の頻度でシナリオが更新されていた。後に福袋探偵大学にリニューアル。
▲福袋探偵大學
所要時間：約40分／提供：キリンビール株式会社
一人前の探偵になるべく、マッピーが学長を務める探偵学校「福袋探偵大學」に入学。探偵猫「ナジャヴ」と共に商店街を歩き廻り、数々の証言を聞いて廻って最後に探偵試験を行う。

### もののけ番外地
◇ザッツもののけテインメント
所要時間：約5分
もののけたちによるミュージカルショー。観覧は無料。
●進め！霊界三輪車
大人用の三輪車に乗り、「ナンチッチ」を守り抜くアトラクション。
●地獄旅館
廃墟となった旅館内を小さなライトが埋め込まれている「能面蟹」を持ち、スタート時と終了時の心拍数の差で、参加者の「心臓の強さ」を測るお化け屋敷アトラクション。後に「怨念旅館」にリニューアルされた。
●怨念旅館
所要時間：約10分／60ナンジャ
「能面蟹」を持ち、旅館内にある撮影ポイントで写真を撮影し、心霊写真の恐怖を体感できるアトラクション。
●妖怪ウォッチアトラクション 鬼時間脱出大作戦
所要時間：約15分／60ナンジャ
『妖怪ウォッチ』とのコラボレーション。「ミニ妖怪Pad」を持ち、赤鬼からの脱出を目指すアトラクション。途中に登場する妖怪と「ともだち」になると、最後の赤鬼との対決をサポートしてくれる。

### ゴースト13番街
●ナイトイーグルの砦
ゴーストと銃で戦うシューティング系アトラクション。姫路セントラルパークにあったキャッスルガーディアンは、このシステムを流用したアトラクションである。

### マカロニ広場
▲キューピットシエルタ
天使の像を持ってパーク内を回り、最後に「愛のロゴス」というお告げをくれるアトラクション。後に「幸せの青い鳥」の初回のみにできる占いの旅になり、各サテライトはキューピットシエルタ時代のものをそのまま流用している。
▲ディモスの審判
マカロニ広場をめぐる占いの旅をするアトラクション。恋愛寿命と肉体寿命を占うことが出来た。2011年11月6日に営業を終了。
●トレビヴァンジェーロ
貝の形をした方舟に乗り、願い事を込めたコインを投げ、特定の場所に入った数で未来を占うアトラクション。最後に結果が書かれた福音の書が渡された。
●ビアンカヴィータ
所要時間：約5分／20ナンジャ
幸福が訪れると伝えられているメリーゴーラウンド。アトラクション終盤には選ばれた者に光のブーケが降り注ぐ仕組みがある。小学生未満のフェスタリアンには16歳以上の同伴者が必要。
●若返りの秘宝
所要時間：約30分／40ナンジャ
「だーくろう」が盗み去ってしまった「若返りの秘宝」を取り戻すために様々なことに挑戦していくアトラクション。

### ナンダーバード
★秘密指令Gファイル
ゴースト13番街をめぐり、情報を収集するアトラクション。ナンダーバードおよびゴースト13番街にあった。1998年3月21日にナンダーバード秘密情報局にリニューアル。
▲ナンダーバード秘密情報局
一人前のスパイになるために、あらゆる訓練を行っていくアトラクション。最後には、記憶力や動体視力、射撃能力など7つの試験を行い、合否を判定する。成績優秀者には上級テストにも挑戦できた。射撃能力の試験ではナムコのガンシューティングゲーム『ガンバレット』のゲームシステムが応用されている。
●ファイヤーブル
VRゴーグルを装着し、戦闘ヘリのガンナーとしてゴーストと戦うシューティング系アトラクション。後に姫路セントラルパークに移設されている。
▲ボムレンジャー
所要時間：無制限／40ナンジャ
爆弾処理団員になり、ゴースト軍が仕掛けた爆弾を人工知能『G-BOX』の声を頼りに爆弾のスイッチを押して解除をしていく街巡り型アトラクション。
アトラクションの一部システムは現在「ゾンビブレイカー」に利用されている。